# Rubus hirsutus
Rubus hirsutus är en rosväxtart som beskrevs av Carl Peter Thunberg. Rubus hirsutus ingår i släktet rubusar, och familjen rosväxter. Utöver nominatformen finns också underarten R. h. brevipedicellus.

## Bildgalleri

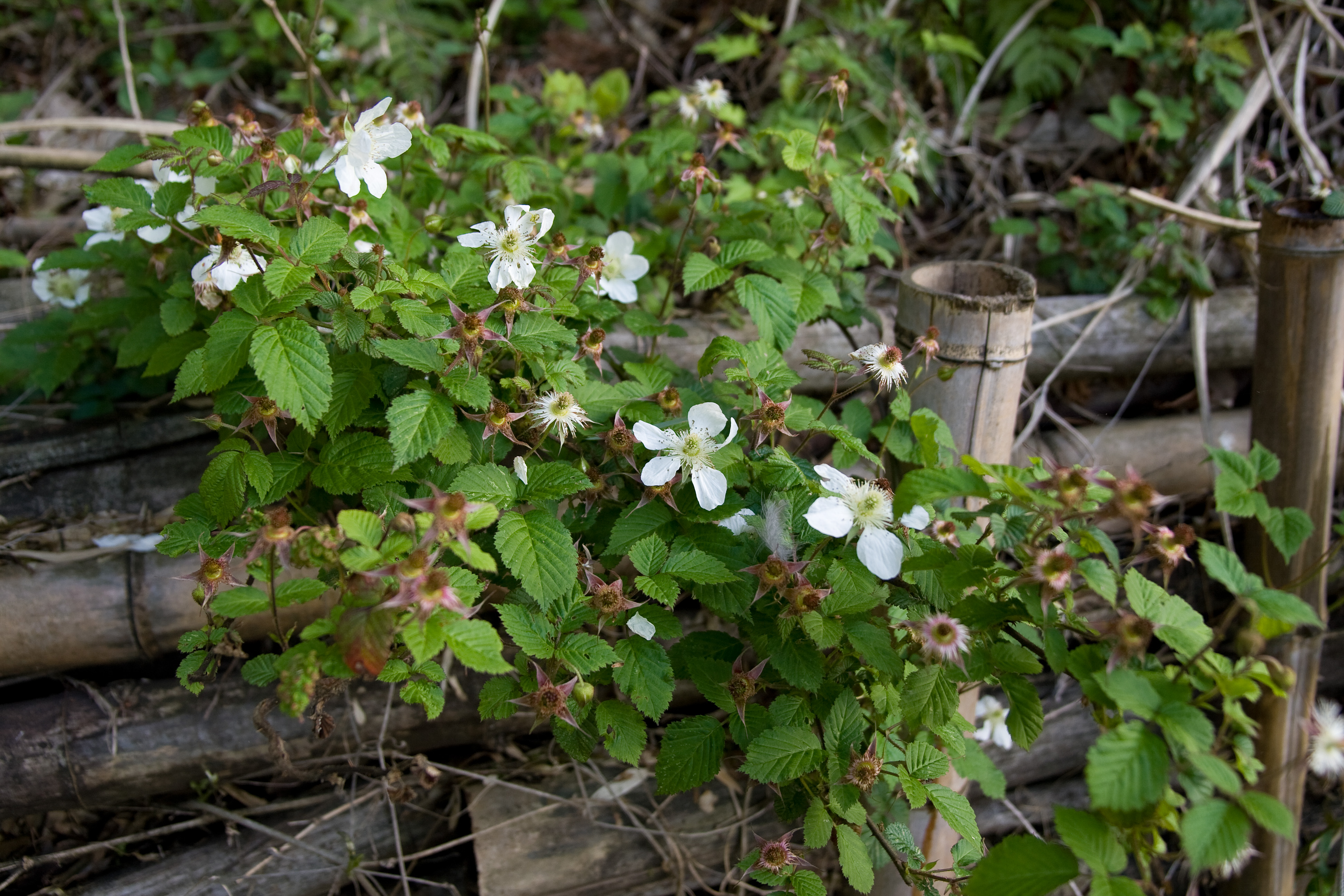
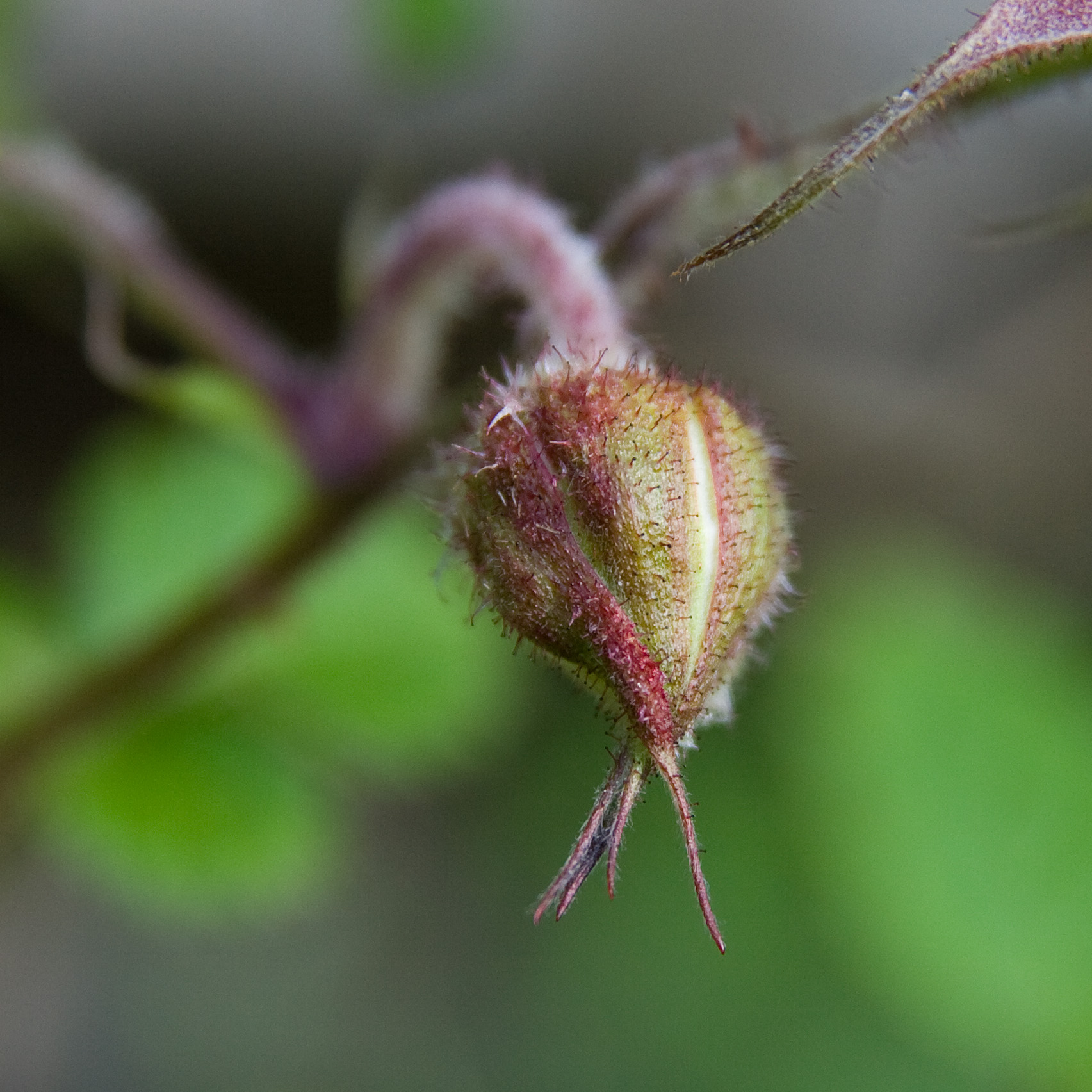
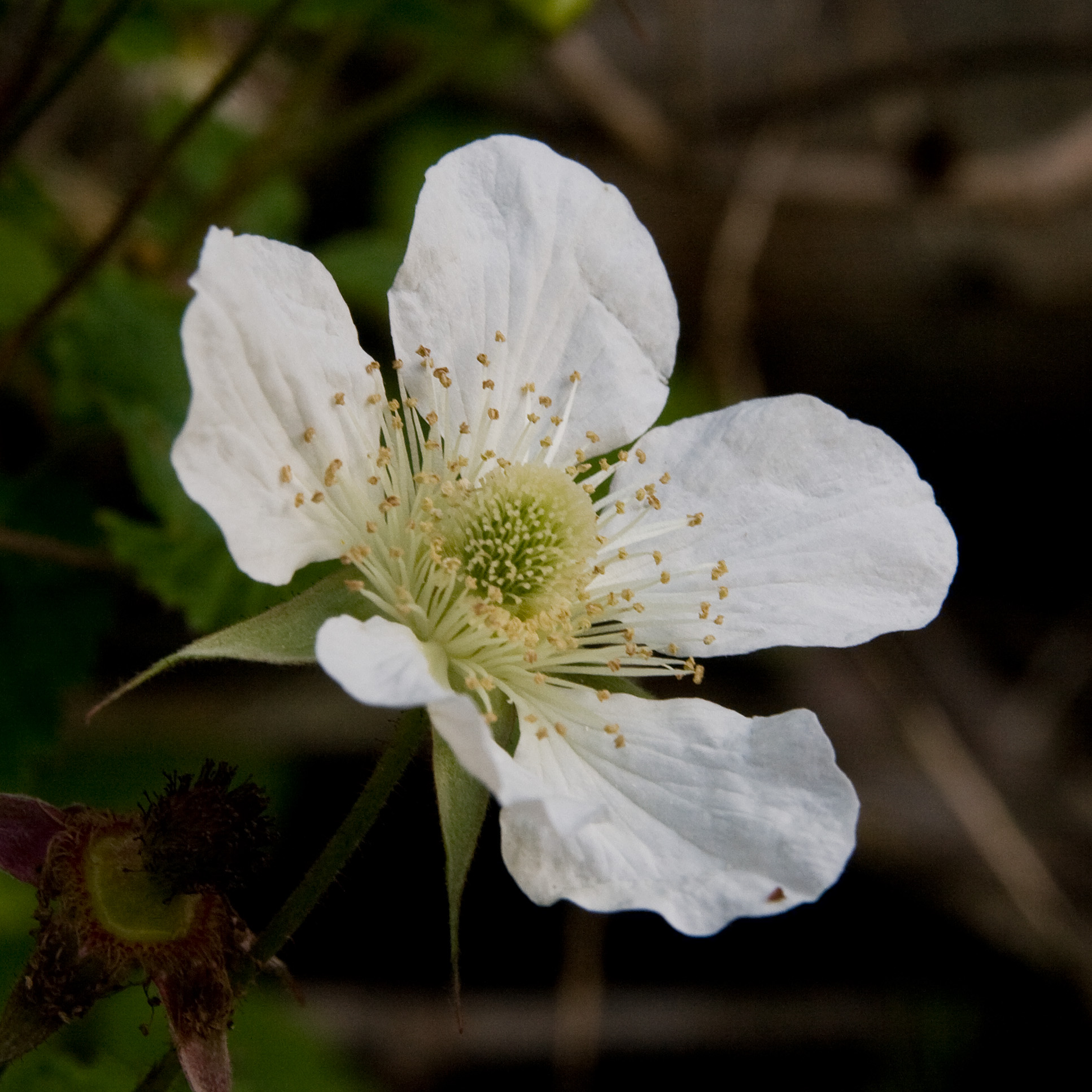
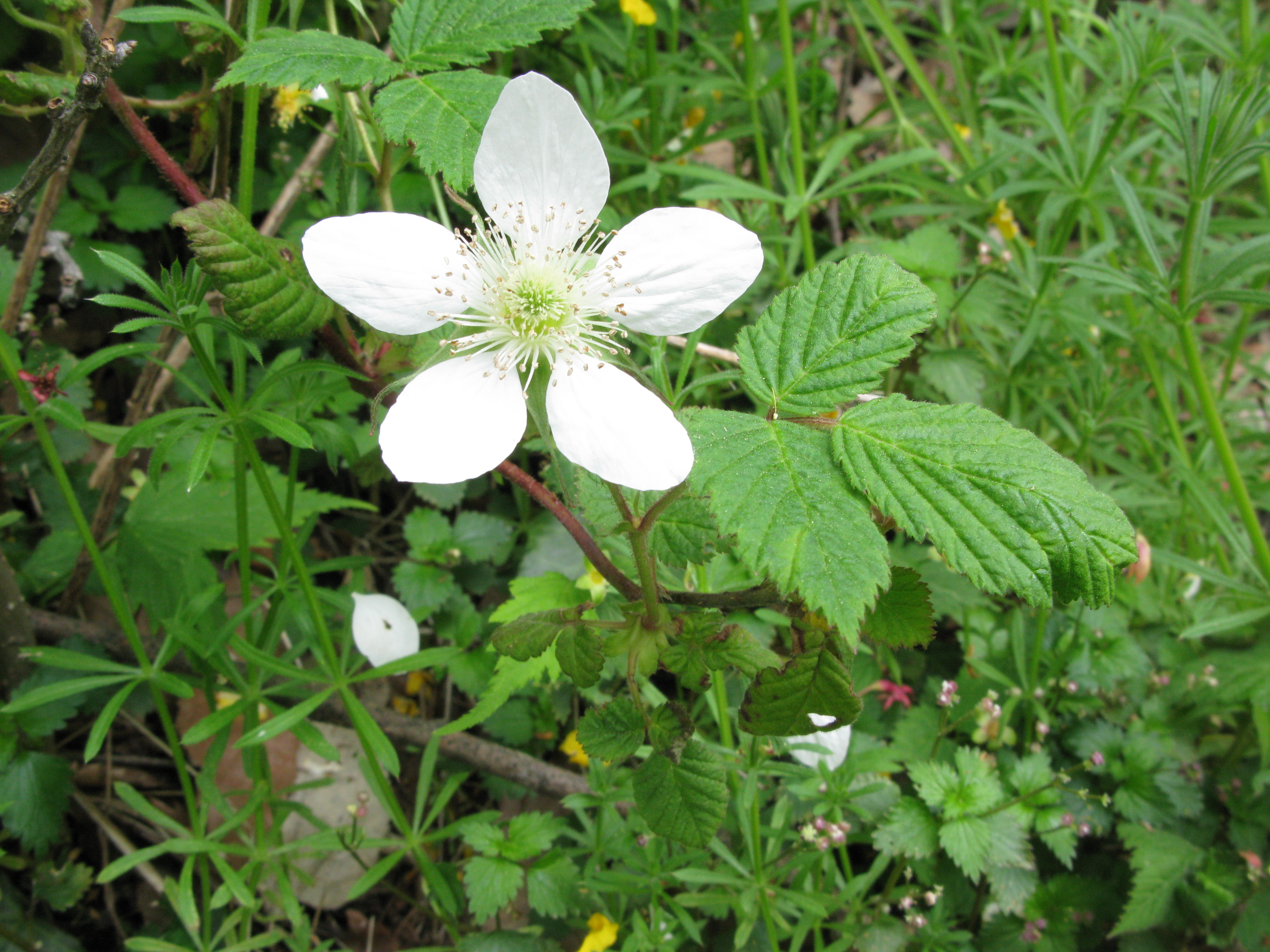